# Valea Poenii, Bistrița-Năsăud
Valea Poenii (în trecut Bureauca) este un sat în comuna Livezile din județul Bistrița-Năsăud, Transilvania, România.